# فلورنس-روبلینگ (نیوجرسی)
فلورنس-روبلینگ (به انگلیسی: Florence-Roebling) یک منطقهٔ مسکونی در ایالات متحده آمریکا است که در فلورانس، نیوجرسی واقع شده‌است. فلورنس-روبلینگ ۶٫۸ کیلومتر مربع مساحت و ۸٬۲۰۰ نفر جمعیت دارد.